# Pierre Léonard Vander Linden
Pierre Léonard Vander Linden, född den 12 december 1797, död den 5 april 1831, var en belgisk entomolog, taxonom och vetenskaplig författare. Auktorsnamnet Vander Linden kan användas för Pierre Léonard Vander Linden i samband med ett vetenskapligt namn inom zoologin; se Wikipedia-artiklar som länkar till auktorsnamnet.
Tack vare ett ekonomiskt bidrag började Vander Linden 1817 studera i Italien under botanisten Antonio Bertoloni (1775–1869) och zoologen Camillo Ranzani (1775–1841). Han avlade doktorsexamen i medicin i Bologna år 1821, vars senare del han tillbringade i Paris. Han återvände till Belgien under 1822 och tog året därpå ännu en doktorsexamen i medicin, denna gång vid universitetet i Leuven.
Han kom att bli Belgiens förste professor i zoologi, och specialiserade sig då på ordningen steklar. Bland Vander Lindens viktigaste arbeten som författare brukar inräknas Observations sur les Hyménoptères d’Europe de la famille des Fouisseurs. Detta verk utgavs i två delar: år 1827 publicerades den första, Scoliètes, sapygites, pompiliens et sphégides, som år 1829 kom att följas av Bembecides, labrates, nyssoniens et crabronites.